# Angélico (catch)
Pour les articles homonymes, voir Angelico.
Adam Bridle (né le 7 mai 1987) est un catcheur sud-africain. Il travaille actuellement à la All Elite Wrestling sous le nom de Angélico.

## Carrière

### Asistencia Asesoría y Administración (2011, 2013–...)
En début d'année 2013, il forme  l’équipe "Los Güeros del Cielo" avec Jack Evans. Lors de Héroes Inmortales VII, ils battent Los Mexican Power (Crazy Boy et Joe Líder), Aero Star et Drago et La Secta (Dark Escoria et Dark Espíritu) dans un Four-Way Elimination Tag Team Match et remportent les AAA World Tag Team Championship. Lors de Guerra de Titanes (2014), ils perdent leur titres contre Pentagón Jr. et Joe Líder dans un Three-Way Tag Team Match qui comportaient également Myzteziz et Fénix.

### Lucha Underground (2014-2018)
Il signe avec la Lucha Underground fin 2014 et fait ses débuts le 14 janvier 2015 à la Lucha Underground en perdent contre Cage match qui comprenait aussi Aero Star et Argenis.
Le 1er avril, il perd contre Johnny Mundo. 
Le 11 avril 2018, la Lucha Underground annonce le départ d'Angelico.

### All Elite Wrestling (2019-...)
Le 8 mai 2019, il signe avec la All Elite Wrestling.

## Palmarès
- Asistencia Asesoría y Administración
  - 3 fois AAA World Tag Team Championship avec Jack Evans

- International Wrestling Revolution Group
  - 1 fois South American Light Heavyweight Champion
  - Triangular de Tercias (2012)

- Lucha Underground
  - 2 fois Lucha Underground Trios Championship avec Ivelisse et  Son of Havoc

- Toryumon Mexico
  - Yamaha Cup (2010) avec Hijo del Fantasma
  - Yamaha Cup (2012) avec Último Dragón
  - Young Dragons Cup (2010)

- westside Xtreme wrestling
  - 1 fois wXw Shotgun Championship (actuel)

- World Wrestling Professionals
  - 1 fois WWP World Cruiserweight Champion

## Récompenses des magazines
- Pro Wrestling Illustrated

| Année | 2015 | 2016 | 2017 | 2018 | 2019 | 2020 | 2021 | 2022 à 2023 | 2024 |
| ----- | ---- | ---- | ---- | ---- | ---- | ---- | ---- | ----------- | ---- |
| Rang  | 117  | 124  | 199  | 257  | 220  | 316  | 337  | Non classé  | 387  |